# Tobzoskák
A tobzoskák vagy tobzoskaalakúak (Pholidota) az emlősök (Mammalia) osztályának egy rendje.
Korábbi rendszerekben (például Urania Állatvilág, Dudich–Loksa-állatrendszer) egy teljesen különálló rendnek tekintették, és teljesen homályosak voltak a rokonsági kapcsolatai más emlősrendekkel. Egyesek a vendégízületesekkel (Xenarthra) hozták rokonságba őket, és mindkét csoportot rovarevő ősökre vezették vissza.
A legújabb molekuláris biológiai kutatások segítségével kiderítették, hogy a csoport hol helyezkedik el az emlősök törzsfáján. A tobzoskaalakúak ma élő legközelebbi rokonai a ragadozók (Carnivora). A két csoport közös őse kb. 75 millió éve vált el egymástól, és egyik ágon a tobzoskák, a másikon a ragadozó emlősök csoportjai (kutyaalkatúak, macskaalkatúak, úszólábúak stb.) alakultak ki. Mindebből az következik, hogy a két rend egy közös csoportban vonható össze, vagyis egy kládot alkotnak.

## Megjelenésük, felépítésük

### Kültakarójuk
A tobzoskák felépítésének fő különlegessége, hogy a testüket tetőcserép módjára keratin anyagú pikkelyek borítják. Magyar nevük is innen ered: a pikkelyek elrendeződése és megjelenése a fenyőtobozokra emlékeztet. A pikkelyek a fejtetőtől a farok végéig beborítják a testét, csak a hasát nem; azt finom szőr borítja. A tudósok között két nézet alakult ki a pikkelyek kifejlődéséről.
- Sanderson és Bolle szerint a pikkelyek a többi emlős szőréhez hasonlóan a bőr irharétegének szemölcseiből sarjadnak, azaz a pikkelyek egybeolvadt szőrszálak, így folyamatosan nőnek, illetve hullanak.
- Mohr és Weber: szerint a pikkelyeket a hüllők pikkelyeihez hasonlóan fejlődtek ki, de a tobzoskák és a hüllők pikkelyeit nem homológ képződményeknek, hanem a konvergens evolúció termékeinek tekintik.

A tobzoskák pikkelyeinek száma állandó: ahány pikkelyük újszülöttként van, annyival élik le életüket. A pikkelyek természetesen ki vannak téve a külső környezeti hatásoknak, így folyamatosan kopnak, de alulról újranőnek – akár a hasonló anyagú emberi köröm.
A kültakaró függelékeinek tekinthetők az erőteljes karmok is. A tobzoskaféléknek  mind a négy lábán 5 ujj nő és mindegyik karomban végződik. A mellső lábak karmai sokkal erősebbek; a legerősebb a harmadik karom. Ezeknek a táplálkozásban jut szerep: ezzel törik fel a táplálékot adó hangyák és termeszek várait.

### Csontozatuk
A tobzoskaalakúak csontrendszerének is van néhány különlegessége. Az óvilági tobzoskák koponyája erőteljesen emlékeztet a hangyászfélékére, de ez is csak analóg sajátosság, mivel a két csoport igen távoli rokon. Ez az analógia a hasonló táplálkozás eredménye: a hangyászok és a tobzoskák koponyája is hosszúra nyúlt, csőszerű. Nincsenek fogaik; a kezdeti fogképletek még az embrionális fejlődés alatt felszívódnak. A koponyáról hiányzik minden nélkülözhető elem: nincsenek járomcsontok és eltűntek a rágóizomzat tapadásához kellő csontok is. A felső és alsó állkapocscsont még megvan, de csupán két hosszú és vékony egymáshoz lazán illeszkedő csonttá redukálódott.

### Emésztőrendszerük
A háromszakaszos bélcsatorna első szakasza a szűk szájnyílással kezdődik. A cső alakú szájüregben foglal helyet a jellegzetes nyelv. Ez a vékony, féregszerű szerv a nagy termetű afrikai fajoknál 40, a kisebbeknél 20 cm hosszú — olyannyira, hogy nem fér el a szájüregben. Ezért a tobzoskák nyugalmi helyzetben nyelvüket egy, a mellüregbe benyúló zacskószerű képződménybe húzzák vissza. A hatalmas és erőteljes izomrendszer a tér minden irányába gyorsan tudja mozgatni a nyelvet. A két hatalmas, folyamatosan ragadós nyálkát termelő nyálmirigy kivezető csöve is a szájüregbe torkollik, így a nyelv folyton nedves, hogy a hangyák és termeszek könnyedén ráragadjanak.
A rovarevő életmódhoz alkalmazkodott a tobzoskák gyomra is. Ennek belső felszínét vastag szaruréteg védi, a lenyelt hangyák és termeszek csípésétől. A gyomor váladékai hamarosan végeznek a rovarokkal, amelyek kitinpáncélját erős szarufogmezők és a folyamat segítésére lenyelt homok- és kavicsdarabkák őrlik meg.

### Idegrendszerük
Agyuk kicsiny, mindössze a testtömeg 0,3%-a. Ennek ellenére egyes fajaik igen tanulékonyak, könnyen szelídülnek. A fogságban megszoknak, nem próbálnak elszökni. Más fajok mindvégig bizalmatlanok maradnak, ezeket nem sikerült megszelídíteni. A tobzoskák szaglása kiváló, az agy szaglóközpontja fejlett. Látásuk ennél rosszabb, és szinte alig hallanak.

## Életmódjuk, élőhelyük
A tobzoskák magányos állatok, soha nem járnak csoportban. A hímek és a nőstények csak a párzási időszakban találkoznak. Párzásukról, a megtermékenyítésről és a vemhességről szinte semmit sem tudunk. Az egyetlen, jól fejlett utód ahogy világra jött, megkapaszkodik az anyaállat farkán. Sokáig szopik, csak lassan áll át a rovarevésre.
A felnőtt egyedek tápláléka igen egyhangú: főképp hangyák és termeszek. A hangyákat kikaparják bolyukból, a termeszek erős falú várait hatalmas karmaikkal törik fel. A kibányászott rovarokat hosszú nyelvükkel nyalják fel.
Éjjeli állatok, napközben földalatti odúkba húzódnak. Ha nem érnek haza hajnalig, akkor alkalmi helyen a földbe ássák magukat, és összegömbölyödnek. Egyes fajok fákon pihennek. Ezek erős karmukkal és egyensúlyozó farkukkal rendkívül jól másznak fára, akár a pálmákra is.

## Rendszertani felosztásuk
A rend két alrendjének egyike kihalt:
- †Palaeanodonta Matthew, 1918
- Pholidota Gray, 1821

A nyolc recens faj közül négy Afrikában, négy pedig Ázsiában él.

## Gazdasági jelentőségük, természetvédelmi helyzetük
A tobzoskák a leggyakrabban csempészett emlősök közé tartoznak, emiatt mind a nyolc faj különösen veszélyeztetett. Vadászatuk két fő oka:
- húsuk ínyencség több délkelet-ázsiai országban — főleg Kínában és Vietnámban.
- pikkelyeiket a hagyományos kínai orvoslásban is használják.

A washingtoni egyezményt felülvizsgálva 2020-ban 183 állam teljesen betiltotta valamennyi tobzoskafaj bárminemű kereskedelmét. Azóta a csempészek már nem élő állatokat visznek Afrikából (főleg Nigériából) Kelet-Ázsiába, hanem eleve csak a pikkelyeket. 2020 januárjában a kínai biztosítók beszüntették a tobzoskapikkelyekből készült „gyógyszerek” ártámogatását.